# Monumento ao Imigrante (Santa Leopoldina)
O Monumento ao Imigrante, localizado na cidade de Santa Leopoldina-ES foi construído em 1950, por ocasião do centenário da colonização europeia no estado do Espírito Santo, que envolveu muitas festividades no município. O projeto é do arquiteto Dr. Hélio Viana e a construção foi realizada pelo Sr. Durval Duarte, em terreno adquirido por Luiz Antônio de Almeida dos herdeiros do Sr. Knust, no alto de um morro, onde hoje se localiza também o Hospital Nossa Senhora da Penha.
O Monumento é encimado por uma grande cruz de cimento armado, que representa o símbolo de fé que encorajou os imigrantes em sua trajetória de travessia do Oceano Atrântico e trabalho árduo no novo continente. 

Santa Leopoldina foi povoada por imigrantes de diversos países europeus: Portugueses, Suíços, Austríacos, Luxemburgueses, Holandeses, Italianos, Alemães e Pomeranos. A maioria vinha de regiões planas de clima frio. No Brasil, o governo prometeu pagamento de auxílio financeiro durante a fase de adaptação, mas havia grande indiferença por parte dos administradores que demoravam a repassá-lo aos imigrantes.
Conta Virginia Tamanini, em seu livro “Karina”, que os imigrantes italianos aqui chegados em certa época, eram encaminhados para os lotes de Timbuí, hoje Município de Santa Teresa. Ao descansarem no cair da tarde, no abrigo Alvarenga Rosa, foi-lhe fornecida a alimentação, da qual constava farinha de mandioca. Os imigrantes ficavam felizes supondo ser queijo ralado e, ao provarem a comida, ficaram desanimados e decepcionados, pois chamavam aquilo de farinha de pau.